# Lilla Börsskär, Houtskär
Lilla Börsskär är en ö i Finland. Den ligger i Skärgårdshavet och i kommunen Pargas i den ekonomiska regionen  Åboland i landskapet Egentliga Finland, i den sydvästra delen av landet. Ön ligger omkring 63 kilometer sydväst om Åbo och omkring 200 kilometer väster om Helsingfors.
Öns area är 7 hektar och dess största längd är 330 meter i nord-sydlig riktning. Ön höjer sig omkring 15 meter över havsytan.